# Torre Saint
La torre Saint es un edificio de viviendas que se encuentra en la calle Teniente General Perón 2630, en el barrio de Balvanera de la ciudad de Buenos Aires, en la zona que se conoce como el Once.
Fue proyectado por el arquitecto Robert Charles Tiphaine en 1925, para el empresario Emilio Saint (uno de los Hermanos Saint propietarios de la firma de chocolates Águila). La obra estuvo a cargo de la constructora Galli y Cía., y el edificio fue terminado hacia 1928. La estructura, de hormigón armado, también estuvo a cargo del ingeniero Ítalo Galli.
La Torre Saint es un edificio único en Buenos Aires tanto en su ornamentación como en su volumetría. Fue construida en un terreno de 19 metros de ancho y más de 50 de profundidad, pero posee una inmensa fachada que mira hacia la medianera este, y queda tapada por el edificio contiguo. La planta del edificio es simétrica, pero con respecto a un eje que pasa por la mitad de la fachada lateral, y está organizada en dos cuerpos ocupados unidos y simétricos, con formato de U, aunque a partir del piso octavo pierden los bloques de los extremos y se transforman en L. Hacia el eje transversal se ubican los dos núcleos de ascensor y escalera.
Pero más allá de esta inusual implantación en el terreno, lo más llamativo de la Torre Saint es su coronamiento. Posee dos torres gemelas con cúpulas de tejas de bronce, que en la actualidad se han oxidado tomando un tono verdoso. La ornamentación de la fachada y los remates es ecléctica, aunque se ha encuadrado a este edificio dentro del art decó, aunque se trata de un diseño previo al estallido de esta corriente en París. Las columnas que decoran el pasillo central de la Torre Saint tienen influencia egipcia, y le han valido al edificio la vinculación con el impacto en la sociedad de los años '20 de los descubrimientos arqueológicos realizados en las pirámides de Egipto. La Torre Saint es el antecedente de otro edificio construido por el arquitecto Carlos Malbranche para su cuñado don Emilio Saint: El edificio de Rentas ubicado en la Calle Esmeralda 1180.
El arquitecto Fabio Grementieri incluyó al edificio en su libro dedicado al art decó en Buenos Aires, y lo describió poéticamente como “(...) mezcla de esbelto paquebote con estilizado templo egipcio”, relacionando también a sus dos torres con “(...) amarres para dirigibles.” A su ecléctica decoración la caracterizó como reinterpretación en estilo art decó de “(...) pilastras egipcias, columnas Luis XVI, contrafuertes góticos, urnas griegas y templetes sajones.” y emparentó a la Torre Saint con el Waldorf Astoria y los demás edificios coronados por dobles torres que rodean al Central Park en Manhattan. Por otro lado, el arquitecto e historiador Pancho Liernur lo asoció a otro edificio neoyorquino, el Dakota Building, también frente al Central Park.
En octubre de 2017, en el marco del plan de Once Peatonal lanzado por el Gobierno de la Ciudad de Buenos Aires, se anunció la restauración de las fachadas del edificio.